# Kazachstanicus aitosicus
Kazachstanicus aitosicus är en insektsart som beskrevs av Dlabola 1965. Kazachstanicus aitosicus ingår i släktet Kazachstanicus och familjen dvärgstritar. Inga underarter finns listade i Catalogue of Life.